# Агама туркестанська
Ага́ма туркеста́нська (Laudakia lehmanni) — представник роду  азійських гірських агам родини агамових.

## Опис
Загальна довжина сягає 37 см. Самці трохи більше за самок. Тулуб, голова і початок хвосту слабко плескаті. Ззаду барабанної перетинки, з боків і на верхній поверхні шиї складки шкіри мають невисоку, гостру, колючу луску. Луска тулуба різнорідна. Сильно розвинені, переходячі у шипики реберця великої луски хребта, які розташовані більш-менш правильними поздовжніми рядками, особливо різко вираженими у молодих агам. В області лопатки луска хребта зменшуються, але характер її розташування і ребристість зберігаються. Велика луска хребта лише трохи менше верхньохвостової. Інша частина спини і боків тулуба вкрита дрібною лускою з добре розвиненими реберцями, серед яких розкидана велика, сильно ребриста, шипувата луска. Частина цієї луски сидить на невисоких шкіряних горбках, розташованих уздовж боків спини. Черевна луска чотирикутна, гладенька, яка лежать у вигляді більш-менш правильних поперечних і косих поздовжніх рядків і більше основної луски боків тулуба. Луска горла і черева без реберець, гладенька. Горлова складка добре виражена. Хвостова луска з гострими реберцями, закінчується невеликим гострим шипиком, на нижній стороні хвоста реберця луски тупі і низькі. Луска хвоста розташовані правильними поперечними кільцями — кожні три кільця утворюють сегмент, який відповідає одному хвостовому хребцю. Пальці злегка стислі з боків. Четвертий палець задньої ноги довші третього. У дорослих самців перед клоакальною щілиною до 7 рядків потовщеної, мозолястої луски. 
Колір шкіри сірувато-оливкового, глинястого або буруватого кольору з хвилястими короткими чорними смужками і цятками. Луска хребта зазвичай світліше бічної з невеликою кількістю чорних цяток. Голова зверху одноколірна, майже того ж кольору, що й хребет. Горло у самців у чорних і червонувато-помаранчевих плямах, які можуть з'являтися і зникати в залежності від фізіологічного стану тварини. На хвості більш-менш ясні поперечні смуги, які розбиваються у великих особин на окремі плями.  

## Поширення
Мешкає у північному Афганістані, південно-східному Туркменістані, східному Узбекистані, південно-західному Таджикистані, в сусідніх районах Киргизії. Північна межа ареалу проходить по передгір'ях хребта Моголтау у Ферганській долині, західна — по хребтах Нуратау і Кугітангтау, а східна обмежена Дарвазькім хребтом. 

## Особливості біології
Полюбляє гірську місцину, тримається нижче арчового поясу гір, іноді спускається в долини. Зустрічається до висоти 2600 м над рівнем моря, на скелях, кам'янистих схилах гір, лесових пагорбах, глинястих і конгломератних урвищах, огорожах з каменю і руїнах. Ховається в ущелинах у скелях, дуплах дерев і порожнечах між камінням. Активна вдень. Харчується комахами, квітами, насінням і плодами мигдалю, а також ягодами шовковиці.
Належить до яйцекладних ящірок. Навесні з'являється після зимівлі вже на початку березня, парування відбувається в квітні—травні. Відкладання яєць починається в другій половині червня і триває у липні. У кладці від 8 до 22 яєць розміром 15—22 х 9—14 мм. Дрібніші молоді самки мають менший розмір кладки (не більше 7—8 яєць). Молоді агами довжиною тулуба 3,6—3,8 см з'являються в вересні—жовтні.

## Систематика
У 2012 році при ревізії роду Laudakia на основі морфологічних даних із нього був виділений рід Paralaudakia. До нового роду потрапила також агама туркестанська, отримавши міжнародну біноміальну назву Paralaudakia lehmanni, під якою цей вид занесений до Червоного списку МСОП (категорія: LC).